# Waterloo (Karstädt)

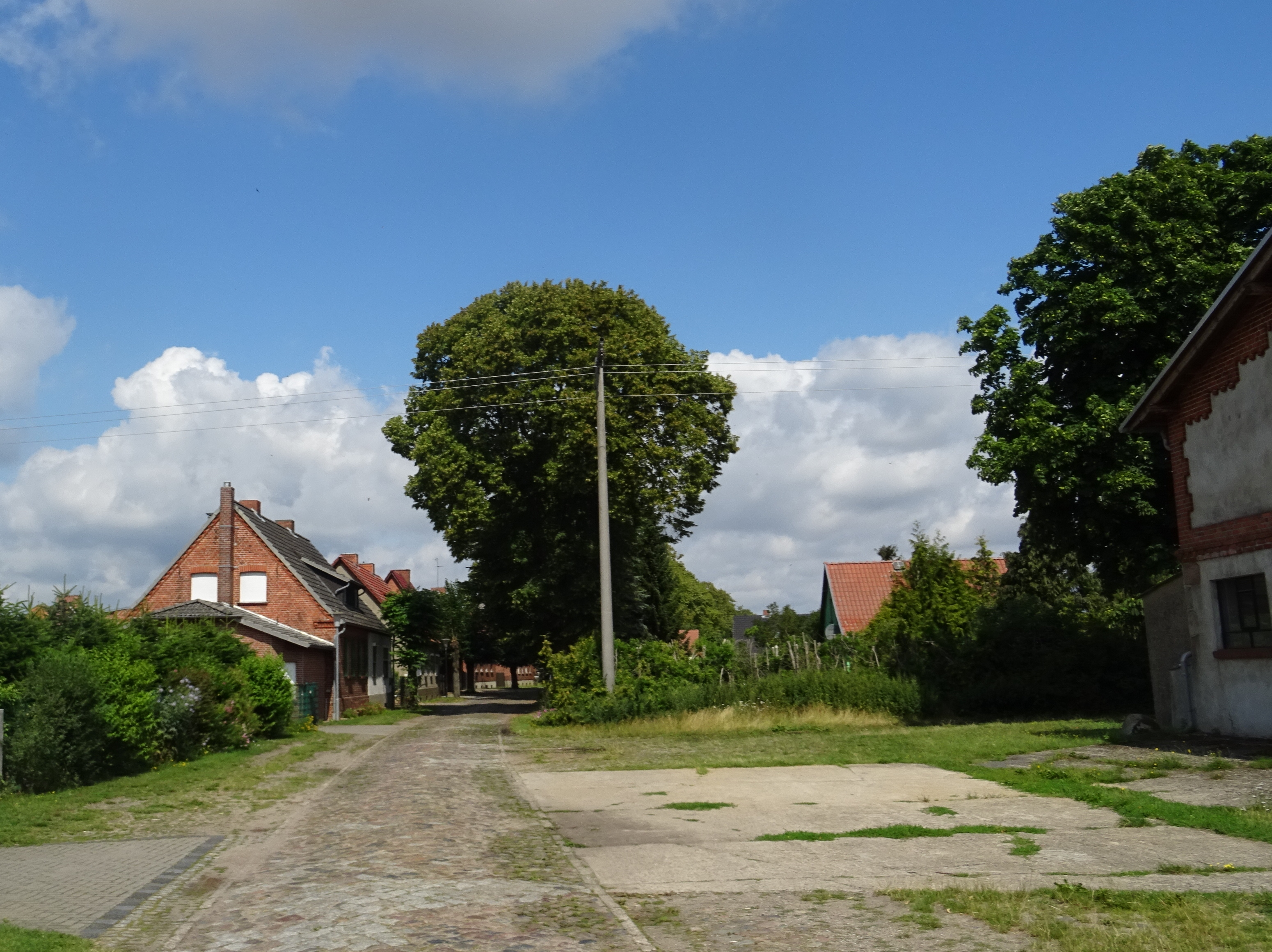
Waterloo, Dorfstraße

Der Ort Waterloo ist ein Gemeindeteil der brandenburgischen Gemeinde Karstädt mit rund 80 Einwohnern.

## Geschichte
Im Jahre 1815 benannte der preußische Staatsminister Otto Carl Friedrich von Voß das Vorwerk seines Guts Stavenow nach dem belgischen Ort Waterloo, von wo dieser kurz zuvor als Überlebender der Schlacht bei Waterloo heimgekehrt war.
Durch Freikauf des Guts Stavenow vom Frondienst und die damit verbundene Abtretung des Vorwerks mitsamt dem dazugehörigen Stück Land wurde 1817 damit der Ort Waterloo gegründet.
Im Jahre 2003 richtete der Ort das Internationale Waterloo-Treffen aus, eine Zusammenkunft weltweiter Vertreter aus Orten mit dem Namen Waterloo.